# Transztextualitás
A transztextualitást a „szöveg szövegen felüli transzcendenciájaként” határozzuk meg. Gérard Genette szerint a transztextualitás „minden, ami a szöveget kapcsolatba hozza, legyen az nyilvánvaló vagy rejtett, más szövegekkel”, és „egy adott szöveg minden aspektusát lefedi”. Genette a transztextualitást az intertextualitásnál „befogadóbb kifejezésnek” nevezte.

## Altípusok
Genette a transztextualitás öt altípusát nyújtotta, nevezetesen: intertextualitás, paratextualitás, architextualitás, metatextualitás és hipertextualitás (más néven hipotextualitás).

### Leírás
Az alábbiakban a transztextualitás öt altípusát ismertetjük:
- Az intertextualitás lehet idézet, plágium vagy utalás.
- A paratextualitás az egy szöveg és annak paratextusa közötti kapcsolat, amely körülveszi a szöveg fő részét. Ilyenek például a címek, címsorok és előszavak.
- Az architextualitás a szöveg kijelölése egy műfaj vagy műfajok részeként.
- A metatexualitás az egyik szöveg kifejezett vagy implicit kritikai kommentárja a másik szövegre.
- A hipotextualitás vagy a hipertextualitás a szöveg és az előző hipotext közötti kapcsolat; ahol azt a szöveget vagy műfajt, amelyen alapul, átalakítja, módosítja, kidolgozza vagy kiterjeszti. Ilyenek például a paródia, a hamisítás, a folytatás és a fordítás. Az informatikában a hipertextualitás olyan szöveg, amely az olvasót közvetlenül más szövegekhez viszi.[3]

## Fordítás
Ez a szócikk részben vagy egészben  a   Transtextuality című angol Wikipédia-szócikk ezen változatának fordításán alapul.  Az eredeti cikk szerkesztőit annak laptörténete sorolja fel. Ez a jelzés csupán a megfogalmazás eredetét és a szerzői jogokat jelzi, nem szolgál a cikkben szereplő információk forrásmegjelöléseként.